# Donald Love
Donald Love, né le 2 décembre 1994 à Rochdale (Angleterre), est un footballeur écossais qui évolue au poste de défenseur à Morecambe.

## Biographie

### En club
Formé à Manchester United, Donald Love prend part à ses premiers entraînements avec l'équipe première des Red Devils au cours de l'été 2015. Le 2 octobre 2015, il est prêté à Wigan Athletic, qui évolue en D3 anglaise, jusqu'au mois de janvier. Il dispute huit matchs avec les Latics avant de réintégrer l'effectif de Manchester United. Le 13 février 2015, le défenseur écossais joue sa première rencontre de Premier League en entrant au cours de la première période à la place de Matteo Darmian face à Sunderland (défaite 2-1). Trois jours plus tard, il est titularisé lors du match de Ligue Europa face au FC Midtjylland (défaite 2-1).
Le 11 août 2016, Love s'engage pour quatre saisons avec Sunderland. Deux jours plus tard, il est titularisé lors de la première journée de Premier League contre Manchester City. Les Black Cats s'inclinent 2-1, et le défenseur écossais est ensuite régulièrement titularisé par David Moyes.
Le 12 juillet 2019, il signe un contrat de deux saisons avec Shrewsbury Town.
Le 31 août 2021, il rejoint Salford City.
Le 16 juin 2022, il rejoint Morecambe.

### En équipe nationale
Il joue en équipe d'Écosse des moins de 17 ans, puis avec les moins de 19 ans, et enfin avec les espoirs.

## Statistiques
| Saison                | Club                  | Championnat           | Championnat | Championnat | Coupe(s) nationale(s) | Coupe(s) nationale(s) | Compétition(s) continentale(s) | Compétition(s) continentale(s) | Compétition(s) continentale(s) | Total | Total |
| Saison                | Club                  | Division              | M.          | B.          | M.                    | B.                    | Comp.                          | M.                             | B.                             | M.    | B.    |
| 2015-2016             | Manchester United     | Premier League        | 1           | 0           | -                     | -                     | C3                             | 1                              | 0                              | 2     | 0     |
| Sous-total            | Sous-total            | Sous-total            | 1           | 0           | -                     | -                     | -                              | 1                              | 0                              | 2     | 0     |
| 2015-2016             | Wigan Athletic (prêt) | League One            | 7           | 0           | 1                     | 0                     | -                              | -                              | -                              | 8     | 0     |
| Sous-total            | Sous-total            | Sous-total            | 7           | 0           | 1                     | 0                     | -                              | -                              | -                              | 8     | 0     |
| 2016-2017             | Sunderland AFC        | Premier League        | 12          | 0           | 4                     | 0                     | -                              | -                              | -                              | 16    | 0     |
| 2017-2018             | Sunderland AFC        | Championship          | 11          | 0           | 3                     | 1                     | -                              | -                              | -                              | 14    | 1     |
| 2018-2019             | Sunderland AFC        | League One            | 4           | 0           | -                     | -                     | -                              | -                              | -                              | 4     | 0     |
| Sous-total            | Sous-total            | Sous-total            | 27          | 0           | 7                     | 1                     | -                              | -                              | -                              | 34    | 1     |
| 2019-2020             | Shrewsbury Town       | League One            | 28          | 0           | 10                    | 0                     | -                              | -                              | -                              | 38    | 0     |
| 2020-2021             | Shrewsbury Town       | League One            | 1           | 0           | 2                     | 0                     | -                              | -                              | -                              | 3     | 0     |
| Sous-total            | Sous-total            | Sous-total            | 29          | 0           | 12                    | 0                     | -                              | -                              | -                              | 41    | 0     |
| Total sur la carrière | Total sur la carrière | Total sur la carrière | 64          | 0           | 20                    | 1                     | -                              | 1                              | 0                              | 85    | 1     |